# Ma (2019)
Ma is een Amerikaanse psychologische horrorfilm uit 2019, geproduceerd, geschreven en geregisseerd door Tate Taylor.

## Verhaal
Sue Ann woont alleen in een klein stadje in Ohio. Op een dag vraagt de tiener Maggie die onlangs naar het gebied is verhuisd, haar om een kleine gunst. Maggie en haar vrienden die geen alcohol kunnen kopen, vragen Sue Ann om wat voor hen te kopen. De laatste ziet er daarom de mogelijkheid in om met de wereld en vooral met mensen jonger dan zij in aanraking te komen. Sue Ann biedt tieners zelfs een drankje aan in haar voltooide kelder. Sue Ann legt echter haar regels op: geen godslastering, degene die rijdt, drinkt niet, gaat nooit naar boven en tot slot moet je haar "Ma" noemen. Ma's gastvrijheid zal echter in een obsessie veranderen. De kelder die aanvankelijk zo gastvrij was voor tieners, zal dan de slechtste plek op aarde worden.

## Rolverdeling
| Acteur             | Personage         |
| ------------------ | ----------------- |
| Octavia Spencer    | Sue Ann           |
| Diana Silvers      | Maggie            |
| Juliette Lewis     | Erica             |
| McKaley Miller     | Haley             |
| Corey Fogelmanis   | Andy              |
| Gianni Paolo       | Chaz              |
| Dante Brown        | Darrell           |
| Tanyell Waivers    | Genie             |
| Dominic Burgess    | Stu               |
| Heather Marie Pate | Ashley            |
| Tate Taylor        | Officier Grainger |
| Luke Evans         | Ben               |
| Margaret Fegan     | Stephanie         |
| Missi Pyle         | Mercedes          |
| Allison Janney     | Dokter Brooks     |

## Productie
De belangrijkste opnames van de film begonnen in februari 2018. De opnames vonden plaats in Mississippi met delen die waren opgenomen in Natchez. De eerste trailer verscheen op 13 februari 2019.

## Ontvangst
Ma werd op Rotten Tomatoes beoordeeld met 55% goede reviews, gebaseerd op 202 beoordelingen. Op Metacritic ontving de film een metascore van 53/100, gebaseerd op 39 critici.

## Prijzen en nominaties
| Jaar | Prijs                                                               | Categorie                                        | Genomineerde(n)                   | Uitslag     |
| ---- | ------------------------------------------------------------------- | ------------------------------------------------ | --------------------------------- | ----------- |
| 2019 | Academy of Science Fiction, Fantasy and Horror Films (Saturn Award) | Beste thriller                                   | Beste thriller                    | Genomineerd |
| 2019 | Academy of Science Fiction, Fantasy and Horror Films (Saturn Award) | Beste actrice                                    | Octavia Spencer                   | Genomineerd |
| 2019 | Golden Trailer Awards                                               | Beste Horror                                     | Universal Pictures & Buddha Jones | Genomineerd |
| 2019 | Teen Choice Awards                                                  | Choice Summer Movie Actor                        | Corey Fogelmanis                  | Genomineerd |
| 2020 | Dorian Awards                                                       | Campy-film van het jaar                          | Campy-film van het jaar           | Genomineerd |
| 2020 | ReFrame Stamp                                                       | Top 100 winstgevende verhalende en animatiefilms | Universal Pictures                | Gewonnen    |